# Kalatsch
Kalatsch (russisch Калач) ist eine Stadt in der Oblast Woronesch (Russland) mit 20.046 Einwohnern (Stand 14. Oktober 2010).

## Geografie
Die Stadt liegt in den Kalatscher Höhen etwa 300 km südöstlich der Oblasthauptstadt Woronesch bei der Mündung des Flüsschens Podgornaja in die Tulutschejewka, einem linken Nebenfluss des Don.
Kalatsch ist Verwaltungszentrum des gleichnamigen Rajons.
Die Stadt ist Endpunkt einer 1896 eröffneten 90 Kilometer langen Nebenstrecke (heute nur Güterverkehr), die bei der Station Talowaja von der Eisenbahnstrecke Charkiw–Balaschow–Pensa abzweigt.

## Geschichte
Der Ort wurde 1716 gegründet, als hier eine kleine Festung errichtet wurde, die jedoch bald ihre militärische Bedeutung verlor. Der Ortsname bezieht sich auf die Lage der Stadt auf einer hohen Flussterrasse und stellt eine russische volkstümliche Bezeichnung für eine enge Flussschleife um eine Insel oder Halbinsel dar.
Seit der zweiten Hälfte des 18. Jahrhunderts war Kalatsch ein bedeutendes Dorf, dessen Bewohner sich mit dem Anbau von Sonnenblumen und Kürbissen sowie dem Viehhandel beschäftigten. Gegen Ende des 19. Jahrhunderts übertraf die Einwohnerzahl die vieler Städte des Gouvernements Woronesch.
Im Zweiten Weltkrieg befand sich in Kalatsch im Winter 1942/1943 das Hauptquartier der Südwestfront der Roten Armee.
1945 wurde das Stadtrecht verliehen.

### Bevölkerungsentwicklung
| Jahr | Einwohner |
| ---- | --------- |
| 1897 | 15.500    |
| 1939 | 18.612    |
| 1959 | 16.906    |
| 1970 | 18.475    |
| 1979 | 20.187    |
| 1989 | 23.183    |
| 2002 | 20.950    |
| 2010 | 20.046    |

Anmerkung: Volkszählungsdaten (1897 gerundet)

## Kultur und Sehenswürdigkeiten
In der Stadt ist eine Reihe von Gebäuden aus dem 18. bis frühen 20. Jahrhundert erhalten. Dazu gehören die Mariä-Entschlafens-Kirche (Успенская церковь/Uspenskaja zerkow) von 1750 (Glockenturm erhalten), die Himmelfahrtskirche (Вознесенская церковь/Wosnessenskaja zerkow) und die Auferstehungskirche (Воскресенская церковь/Woskressenskaja zerkow) aus dem späten 18./frühen 19. Jahrhundert sowie Wohn-, Verwaltungs- und Industriegebäude.
Im Rajon Kalatsch gibt es mehrere Kurgane und Siedlungsreste aus der Bronzezeit.

## Wirtschaft
In Kalatsch gibt es Betriebe der Lebensmittelindustrie, eine Farbenfabrik sowie Baumaterialienwirtschaft.

## Söhne und Töchter der Stadt
- Alexander Samoilenko (1957–2006), Industrieller